# Freedom (Racoon)
"Freedom" is een nummer van de Nederlandse band Racoon. Het nummer verscheen op hun album Liverpool Rain uit 2011. In september 2012 werd het uitgebracht als de vijfde en laatste single van het album.

## Achtergrond
"Freedom" is geschreven door alle groepsleden en geproduceerd door Wouter Van Belle. Het nummer gaat over de mentaliteit van zanger Bart van der Weide, die vooral vrij wil zijn. In een interview met 3voor12 vertelde hij hierover: "Vrijheid is voor mij een grote lege vlakte, water, een hond, twee gillende kinderen voor me uit. Mijn eigen kinderen, de kinderen van andere maken alleen maar herrie. Ik vind drukte heerlijk, zolang ik mezelf eruit kan terugtrekken. Ik heb hier een fijn huis, de zee is prachtig. Vrijheid is naar eigen goeddunken je leven indelen, zonder een ander daarbij opzettelijk te kwetsen."
"Freedom" kwam, in tegenstelling tot de voorgaande vier singles van het album Liverpool Rain, niet in de Nederlandse Top 40 terecht. In plaats hiervan bleef het steken op de derde plaats in de Tipparade. In de Single Top 100 kwam de single tot plaats 81.

## Hitnoteringen

### Single Top 100
| Hitnotering: 29-09-2012 t/m 10-11-2012 | Hitnotering: 29-09-2012 t/m 10-11-2012 | Hitnotering: 29-09-2012 t/m 10-11-2012 | Hitnotering: 29-09-2012 t/m 10-11-2012 | Hitnotering: 29-09-2012 t/m 10-11-2012 | Hitnotering: 29-09-2012 t/m 10-11-2012 | Hitnotering: 29-09-2012 t/m 10-11-2012 | Hitnotering: 29-09-2012 t/m 10-11-2012 | Hitnotering: 29-09-2012 t/m 10-11-2012 |
| Week                                   | 1                                      | 2                                      | 3                                      | 4                                      | 5                                      | 6                                      | 7                                      |                                        |
| -------------------------------------- | -------------------------------------- | -------------------------------------- | -------------------------------------- | -------------------------------------- | -------------------------------------- | -------------------------------------- | -------------------------------------- | -------------------------------------- |
| Positie                                | 92                                     | 85                                     | 85                                     | 81                                     | 94                                     | 95                                     | 92                                     | uit                                    |

### NPO Radio 2 Top 2000
| Nummer met noteringen in de NPO Radio 2 Top 2000 | '13  | '14  | '15  |
| ------------------------------------------------ | ---- | ---- | ---- |
| Freedom                                          | 1124 | 1416 | 1566 |

1. ↑  Een vetgedrukt getal geeft de hoogste notering aan.
2. ↑  2013 was het eerste jaar met een notering voor dit nummer.
3. ↑  Deze tabel is bijgewerkt tot en met de laatste editie (2024).